# Inre Hummelfjärden
Inre Hummelfjärden är en sjö i Östhammars kommun i Uppland och ingår i Olandsån-Skeboåns kustområde. Sjön har en area på 0,0531 kvadratkilometer och ligger 3,4 meter över havet.

## Delavrinningsområde
Inre Hummelfjärden ingår i det delavrinningsområde (668820-164797) som SMHI kallar för Rinner mot Ängsfjärden sek namn. Medelhöjden är 7 meter över havet och ytan är 40,16 kvadratkilometer. Det finns inga avrinningsområden uppströms utan avrinningsområdet är högsta punkten. Avrinningsområdets utflöde mynnar i havet, utan att ha någon enskild mynningsplats. Avrinningsområdet består mestadels av skog (65 procent) och jordbruk (19 procent). Avrinningsområdet har 0,48 kvadratkilometer vattenytor vilket ger det en sjöprocent på 1,2 procent. Bebyggelsen i området täcker en yta av 2,58 kvadratkilometer eller 6 procent av avrinningsområdet.